# Gmina Brda
Gmina Brda (słoweń.: Občina Brda, wł.: Comune di Collio) – gmina w Słowenii. W 2002 roku liczyła 5800 mieszkańców.

## Miejscowości
Miejscowości wchodzące w skład gminy Brda:

- Barbana
- Belo
- Biljana
- Brdice pri Kožbani
- Brdice pri Neblem
- Breg pri Golem Brdu
- Brestje
- Brezovk
- Ceglo
- Dobrovo (wł.: Castel Dobra) – siedziba gminy
- Dolnje Cerovo
- Drnovk
- Fojana
- Golo Brdo
- Gonjače
- Gornje Cerovo
- Gradno
- Hlevnik
- Hruševlje
- Hum
- Imenje
- Kojsko
- Kozana
- Kozarno
- Kožbana
- Krasno
- Medana
- Neblo
- Nozno
- Plešivo
- Podsabotin
- Pristavo
- Senik
- Slapnik
- Slavče
- Snežatno
- Snežeče
- Šlovrenc
- Šmartno (wł.: San Martino del Collio lub San Martino di Quisca)
- Vedrijan
- Vipolže
- Višnjevik
- Vrhovlje pri Kojskem
- Vrhovlje pri Kožbani
- Zali Breg